# Rosdil
Rosdil (ukrainisch Розділ; russisch Роздол Rosdol, polnisch Rozdół) ist eine Siedlung städtischen Typs im Rajon Stryj der Oblast Lwiw im Westen der Ukraine.

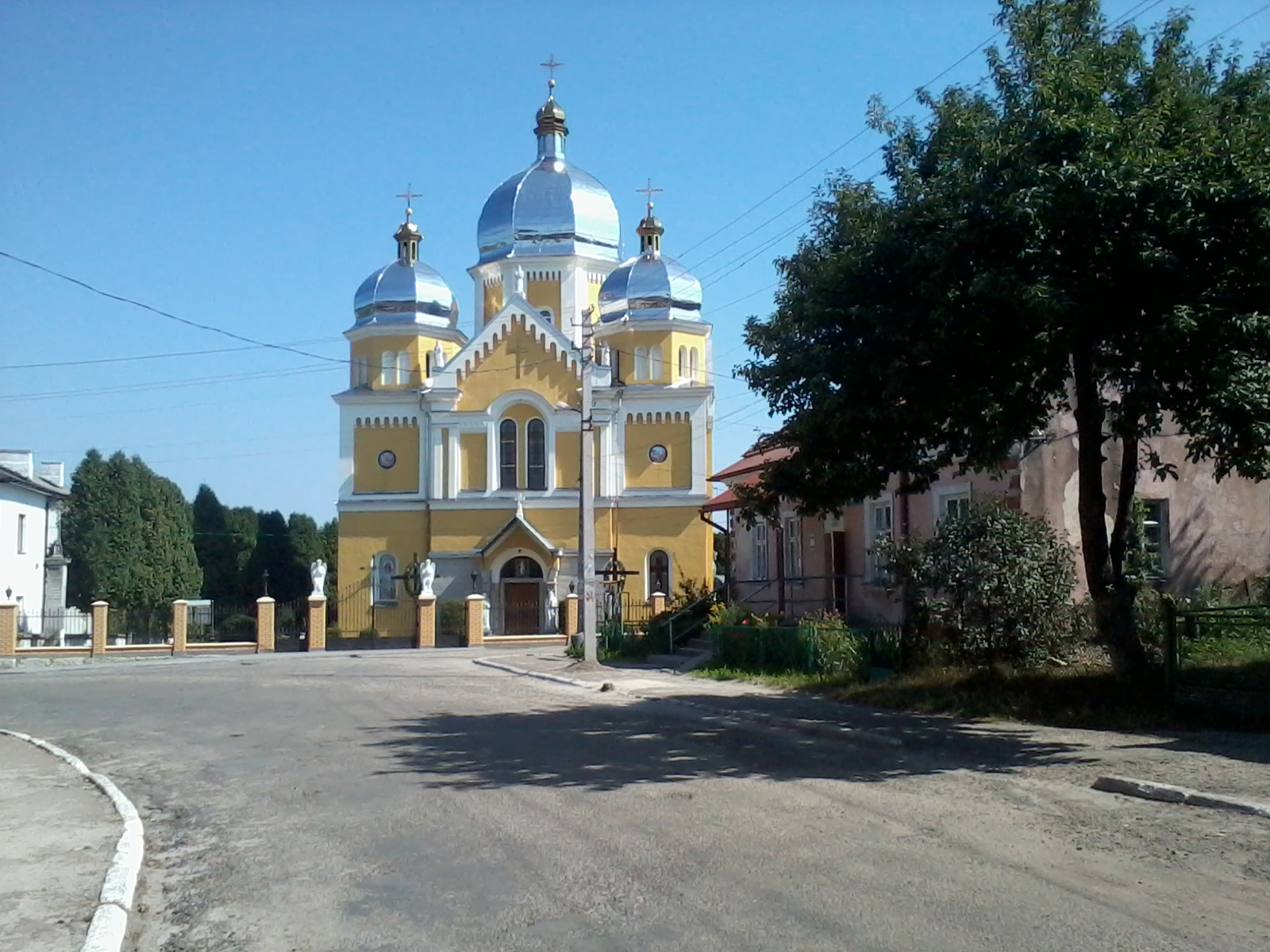
Kirche im Ort

Die Siedlung liegt am Ufer der Kolodnyzja, einem linken Nebenfluss des Dnister, etwa 60 Kilometer südlich von Lwiw und etwa 10 Kilometer südöstlich der ehemaligen Rajonshauptstadt Mykolajiw. Seit 2020 ist sie Teil der Stadtgemeinde Nowyj Rosdil, bis dahin war sie der einzige Ort der Siedlungsratsgemeinde Rosdil (Роздільська селищна рада/Rosdilska selyschtschna rada), gleichzeitig wechselte auch die Rajonszugehörigkeit vom Rajon Mykolajiw zum Rajon Stryj.

## Geschichte
Der Ort wurde 1569 zum ersten Mal schriftlich erwähnt, erhielt 1745 das Magdeburger Stadtrecht und lag zunächst in Polen, kam 1772 als Rozdół zum österreichischen Galizien und war ab 1918 bis 1939 ein Teil der Polnischen Republik (im Powiat Żydaczów, Woiwodschaft Stanislau). Nach dem Ende des Zweiten Weltkrieges fiel der Ort an die Sowjetunion, seit 1991 ist er Teil der heutigen Ukraine. 1940/1944 erhielt das nunmehr Rosdol genannte Dorf den Status einer Siedlung städtischen Typs, in den 1950er Jahren wurden in der Umgebung des Ortes große Kohlevorkommen entdeckt, östlich des Ortes entstand die heutige Stadt Nowyj Rosdil.
Bis zum 24. März 1992 trug der Ort den offiziellen Namen Rosdol (Роздол) und wurde dann auf den heutigen Namen umbenannt.